# Sihlwald

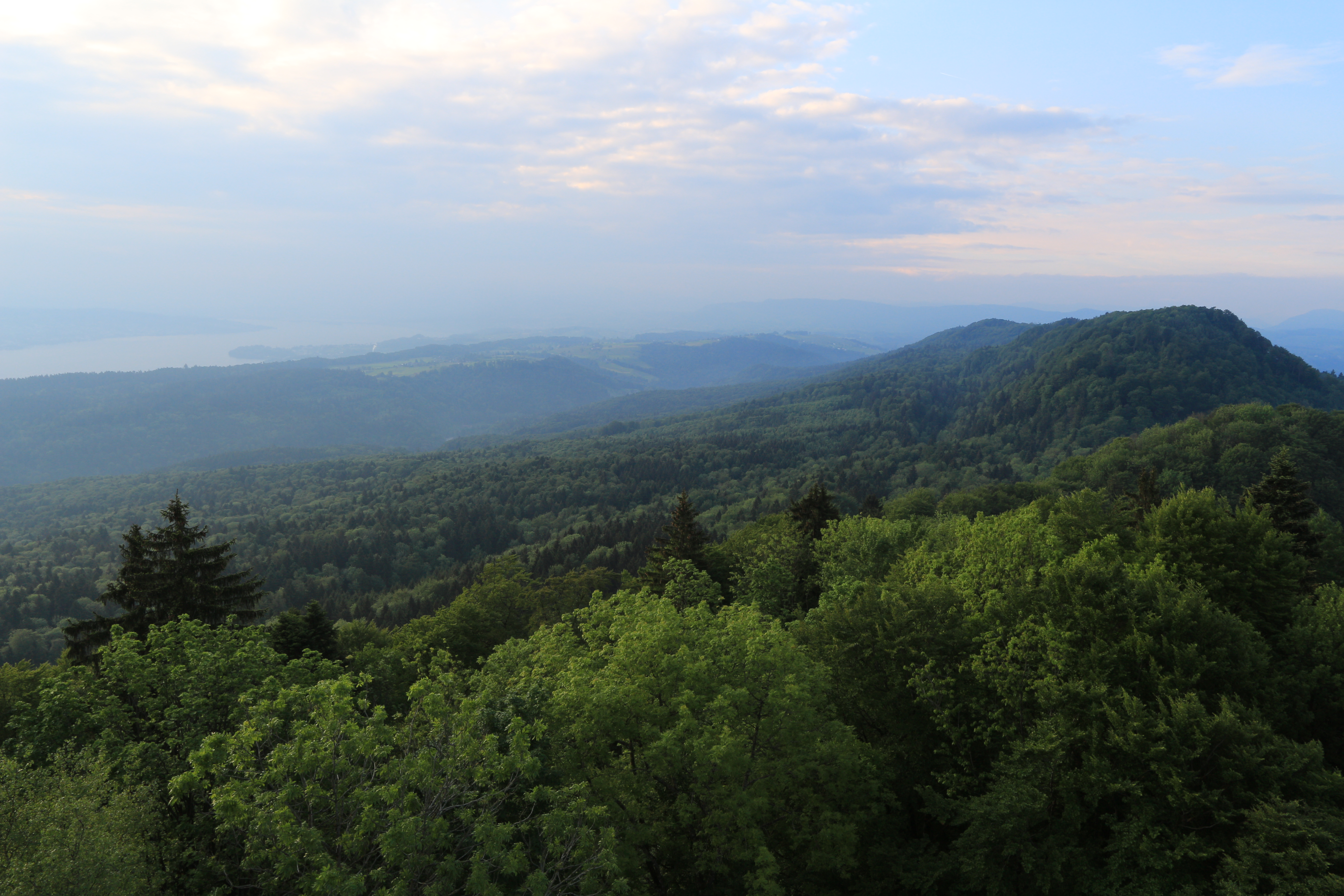
Blick vom Aussichtsturm Hochwacht auf den Sihlwald

Der Sihlwald ist ein rund 12 km2 grosses schweizerisches Naturwaldreservat. Zusammen mit dem Tierpark Langenberg gehört er zum Wildnispark Zürich. Seit dem 1. Januar 2009 ist er der erste, national anerkannte Naturerlebnispark der Schweiz. Damit gehört er zu den 20 Schweizer Pärken von nationaler Bedeutung.
Obschon der Sihlwald im Sihltal an der Ostflanke des Albis seit über 700 Jahren von der Stadt Zürich beansprucht wurde, liegt er auf den Gemeindegebieten von Adliswil, Langnau am Albis, Horgen, Oberrieden ZH, Rüschlikon und Thalwil.
Der Sihlwald bildet mit den umliegenden Wäldern den grössten naturbelassenen zusammenhängenden Laubmischwald des dicht besiedelten Mittellandes. Die häufigste Baumart (mit 39 %) ist die Rotbuche (Fagus silvatica), die ein Holz mit hohem Brennwert liefert. Des Weiteren kommen unter anderem durch den Menschen eingebrachte Fichten (25 %) und die autochthonen Baumarten Weiß-Tanne, Esche, Eibe, Kiefern, Berg-Ahorn und Bergulme vor.

## Zürcher Stadtwald
Bisher wurde angenommen, 1309 sei der Sihlwald links der Sihl als Geschenk der Habsburger zur Stadt Zürich gekommen. Dies als Dank dafür, dass sich Zürich im Rachefeldzug der Habsburger gegen die Freiherren von Eschenbach, die an der Ermordung von König Albrecht beteiligt gewesen waren, neutral verhalten habe. Diese Darstellung konnte 1987 im Rahmen einer umfangreichen Studie der Historikerin Margrit Irniger weder verneint, noch bestätigt werden, weil keine glaubwürdigen Archivalien gefunden wurden.
Nach der im 13. Jahrhundert beginnenden Verlagerung des habsburgischen Herrschaftszentrums von der Stammburg Habsburg in der Schweiz nach Österreich und später mit dem Niedergang der Eschenbach'schen Klostergründung Kappel zerfiel das feudale Gewaltmonopol im Raume des Sihlwaldes und seines Umfeldes. Die Stadt Zürich hatte freie Hand und war nicht auf eine "Schenkung" angewiesen. Die Stadt hat sich vielmehr den Sihlwald links der Sihl über die Jahrhunderte angeeignet, indem sie damals die im heutigen Waldgebiet Viehweide, Holz- und andere Nutzungen gewohnheitsrechtlich ausübenden Bauern in entgeltliche Dienstpflicht nahm und in ein Abhängigkeitsverhältnis brachte, damit sie die Holzlieferungen nach Zürich sicherstellten. Aus diesen Dienstverpflichtungen zu Gunsten der Stadt wurde im Verlaufe der Jahrhunderte ein stadtzürcherisches Grundeigentum abgeleitet, weitgehend ohne auffindbare Rechtsakte, jedoch kaum mit überwiegenden Nachteilen für die lokalen Bauern. Nach der Auflösung des Fraumünsterklosters kam 1524 auch der Wald rechts der Sihl in den Besitz der Stadt. Erst im 19. Jahrhundert wurden die verbliebenen bäuerlichen Nutzungsrechte im Sihlwald durch den ersten Stadtforstmeister von Zürich, C. A. von Orelli abgelöst. Eine Weiterentwicklung des Waldes erfolgte unter seinem Nachfolger Ulrich Meister junior.

### Holznutzung

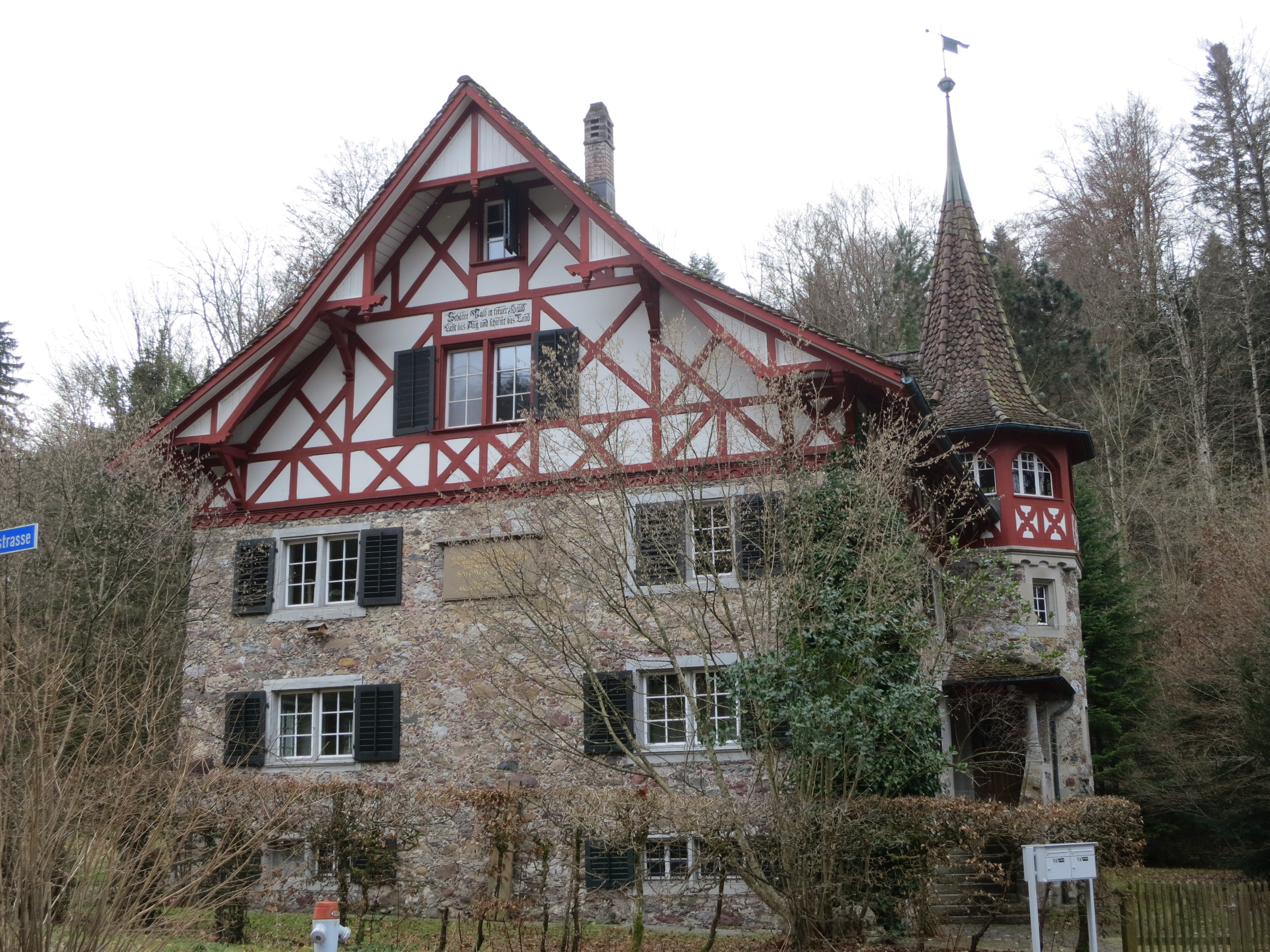
Altes Forsthaus von 1733

Das Sihlamt wurde 1424 als zuständige Behörde für die Holznutzung, Flösserei und Holzhandel errichtet. Dem Sihlherr als Amtsvorsteher waren vier Sihlwaldmeister unterstellt, die den Wald zu bewirtschaften hatten. Der bekannteste Sihlherr Salomon Gessner amtete von 1781 bis 1788, im Sommer jeweils im alten Forsthaus Sihlwald von 1733.
Der Name Zimmerberg, an dessen Abhang der Wald rechts der Sihl liegt, zeigt noch den Zusammenhang zum althochdeutschen Wort zimbar, was so viel wie «Bauholz» bedeutet.
Der Wald diente als wichtigster Holzlieferant für die Stadt Zürich, die einen grossen Bedarf an Bau- und Brennholz hatte. Die Holznutzung wurde anfänglich als Kahlschlag, später als Schirmschlag ausgeführt. Spätestens ab dem 17. Jahrhundert ist der ganze Sihlwald nach geregelten Forsttechniken bewirtschaftet worden. Die junge Baumgeneration konnte sich unter dem Schirm einer limitierten Anzahl von Altbäumen entwickeln, was den Sihlwald zu einem über die Schweiz hinaus bekannten Vorbild werden liess.
Spätestens ab der Mitte des 18. Jahrhunderts wurde versucht, die Holznutzung mengenmässig zu beschränken, womit sie den Beginn einer nachhaltigen Forstwirtschaft verkörperte. 1864 war ein Werkbetrieb mit rund 100 Mitarbeitern erstellt worden, samt Wohnhäusern, Schule und Poststelle. Neben der Aufbereitung von Brennholz wurden Telefonmasten, Bretter, Stiele für Werkzeuge und Holzwolle produziert. 1991 wurde der holzverarbeitende Werkbetrieb stillgelegt.
Eine volle Nachhaltigkeit wurde erst in der Mitte des 20. Jahrhunderts erreicht. Der Holzbedarf der Stadt hatte vorher regelmässig zu Übernutzungen geführt. Erst seit Steinkohle als Brennstoff in der Schweiz erschwinglich wurde – etwa ab 1920 – begann das Brennholz seine Bedeutung zu verlieren. Der Holzzuwachs beträgt seit 1990 über 10 m3/ha und Jahr. Möglicherweise nimmt er noch weiter zu.
2016 hatte der Sihlwald einen Derbholzvorrat von schätzungsweises über 550 m3/ha, also gut dreimal mehr als Ende des 19. Jahrhunderts. Der Holzvorrat an stehenden Bäumen und liegendem Totholz wird sich bereits in etwa 250 Jahren auf 800 bis 1000 m3/ha mit einer kleinräumigen Urwaldstruktur langfristig einzupendeln beginnen, wie Vergleiche mit europäischen Buchen-Mischurwäldern vermuten lassen. Der Sihlwald gehört zu den wüchsigsten und fruchtbarsten Waldstandorten Mitteleuropas. Bucheckern sind als Baumsamen in viele europäische Länder exportiert worden. Aus der Luft durch die Photosynthese der Bäume entzogener und im Sihlwald als Biomasse konservierter Kohlenstoff ist ein Beitrag zum Klimaschutz; schätzungsweise von etwa 6000 bis 10000 Tonnen CO2 pro Jahr während den nächsten zwei Jahrhunderten.

### Holztransport

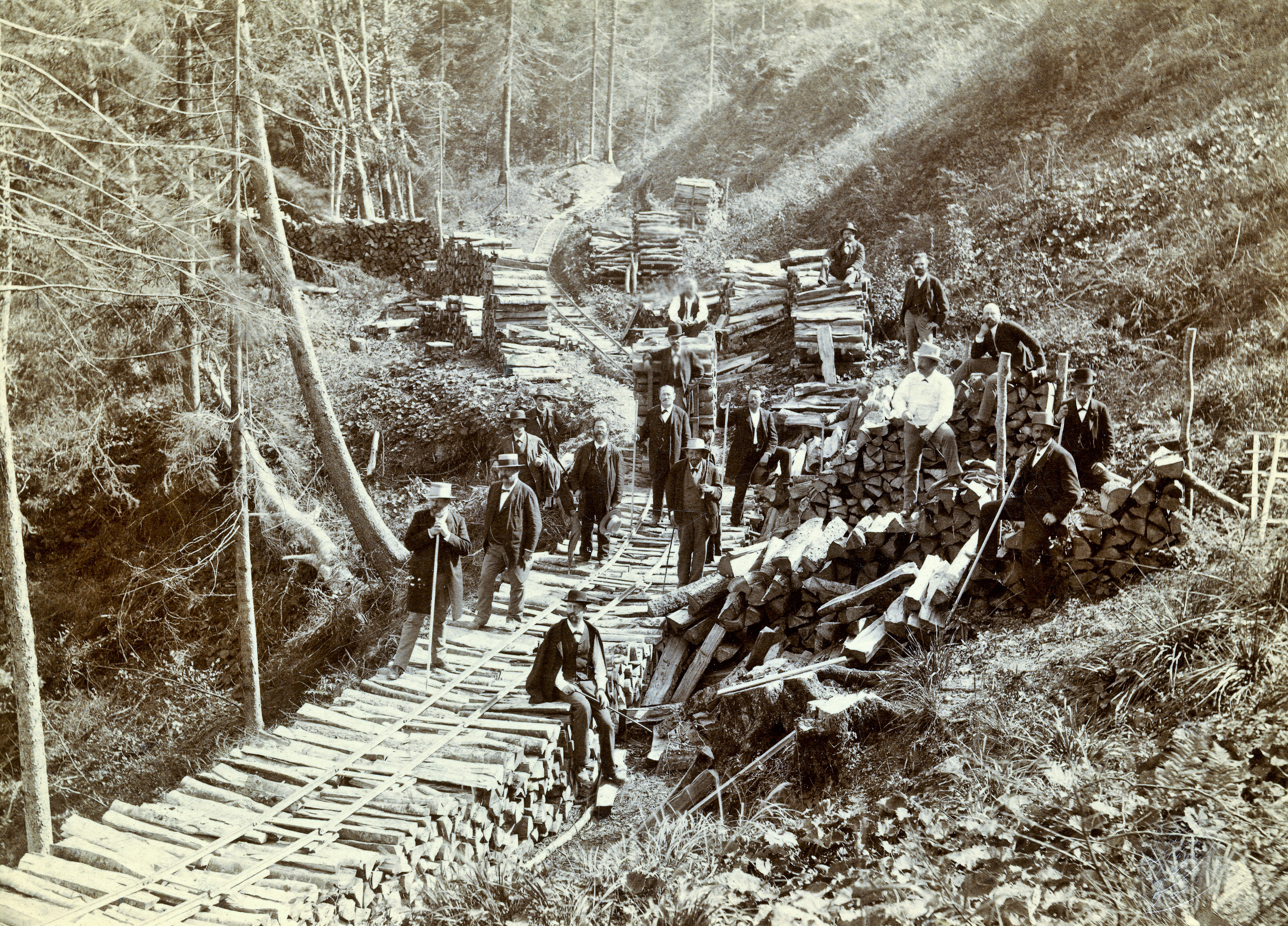
Waldeisenbahn mit «fliegendem» Geleise

Bei Schneeschmelze wurde das Holz auf der Sihl als Trift in die Stadt Zürich geschwemmt. Die Flösserei auf der Sihl wurde 1866 aufgegeben. Die normalspurige Sihltalbahn und die neue Landstrasse von 1856 waren die Hauptabfuhrwege des Holzes in die Stadt. Von 1876 bis 1938 erleichterte eine Waldeisenbahn die Bewirtschaftung. Die Länge der fixen Geleise betrug 12 Kilometer, daneben wurden nach Bedarf temporäre, «fliegende» Geleise verlegt.

## Naturlandschaft Sihlwald

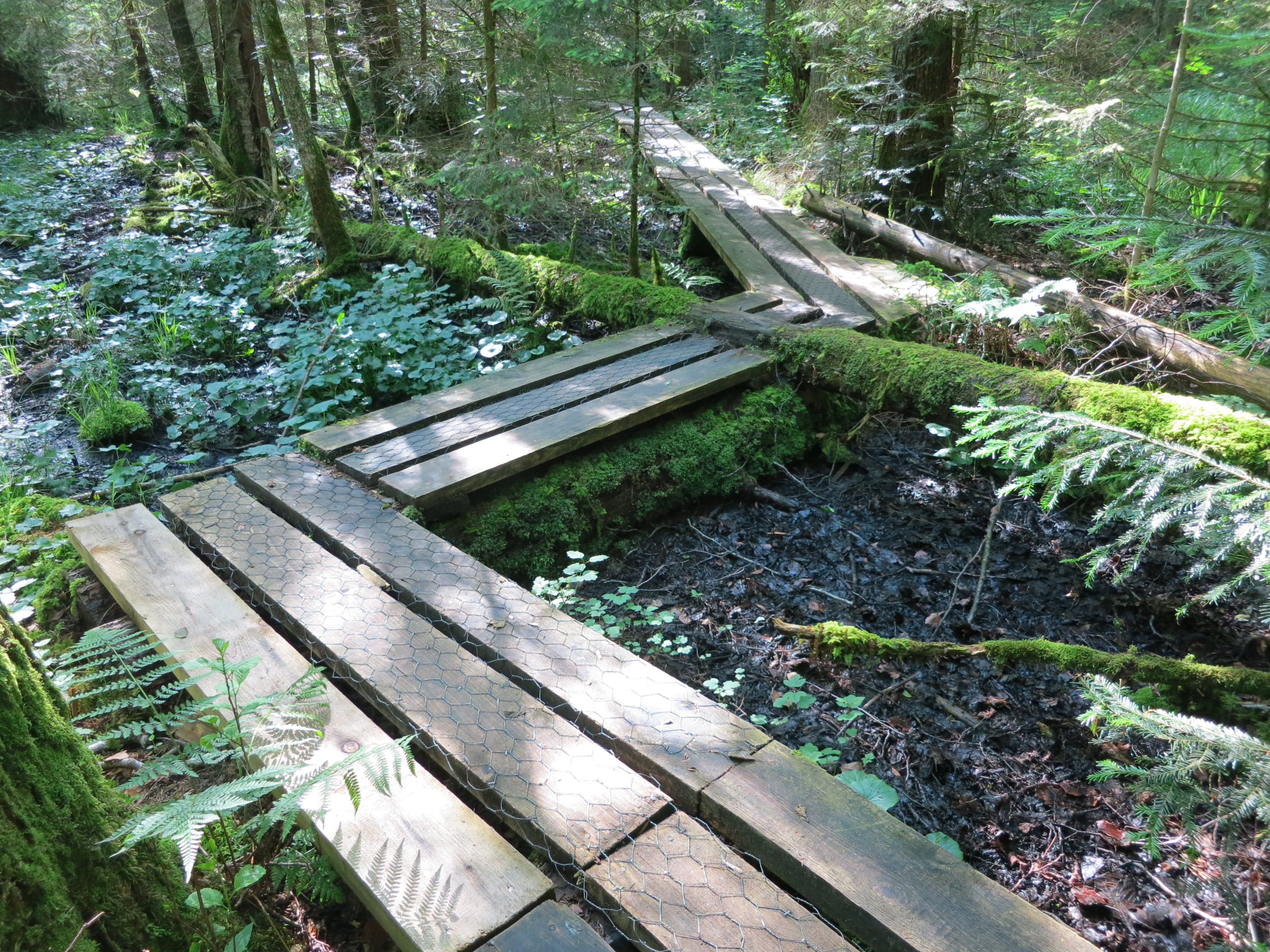
Waldmoor Langmoos

1985 wurde durch die Initiative des Stadtforstmeisters Andreas Speich der Grundstein für das Projekt «Naturlandschaft Sihlwald» gelegt. Ab 1985 wurden unter seiner Leitung zielorientiert dem Sihlwald noch bis zu 18000 m3 Holz pro Jahr entnommen – ausschliesslich als Durchforstung zur Einleitung einer naturgemässen Waldstruktur. Seit 1996 wird, ausser aus Sicherheitsgründen entlang der Wege, kein Holz mehr geschlagen. So entsteht allmählich ein stabiler Naturwald, der sich selbst überlassen bleibt und sich selbst reguliert. Die Schaffung dieses grossen Waldresrvates hatte allerdings zu Intrigen und erbittertem Widerstand der Forstfachleute bis hinauf in die höchsten Bundesstellen geführt. Demgegenüber hat der früher an der ETH Zürich lehrende, Schweizerische Forstwissenschafter, europaweit bekannte Waldbauer und 1979 emeritierte Prof. Dr. Dr. hc. mult. Hans Leibundgut – er galt als Pionier der Europäischen Urwaldforschung – die Schaffung des Reservates nachdrücklich befürwortet.
Die im Sihlwald im Stangenholzalter befindlichen künstlichen und unnatürlich gleichaltrigen Jungwaldbestände bleiben vorläufig noch ein Risiko, falls, ähnlich wie 1885, ein ausserordentlicher Nassschneefall die jungen Bäume bricht oder zu Boden biegt. Solche Ereignisse und flächige Windwürfe sind seit 1985 sehr selten geblieben, könnten aber wieder eintreten. Die Gefahr nimmt jedoch stetig ab, weil die zunehmende, «verankernde» Wurzelmasse die Bäume standfester werden lässt.
1994 setzte sich die Stiftung Naturlandschaft Sihlwald zum Ziel, den Sihlwald zu einem naturgemässen Erlebnisraum werden zu lassen. Die Bäume und die anderen Waldlebewesen haben ihr eigenständiges Lebensrecht, welches fortan im Sihlwald mit Nachdruck respektiert werden soll. Im Jahr 2009 wurde eine Kernzone von rund 4 km² festgelegt in der die Natur unberührt bleibt. Das Betreten dieses Areals ist untersagt und die Besucher müssen auf den Wegen bleiben.
Heute ist der Sihlwald Teil der «Stiftung Wildnispark Zürich». 

## Verkehr

Bahnhof Sihlwald, 19. August 1962

Die Haltestelle Sihlwald wird durch die S-Bahn Zürich mit der Linie S 4 Zürich HB – Adliswil – Langnau-Gattikon (– Sihlwald)  bedient.

## Galerie

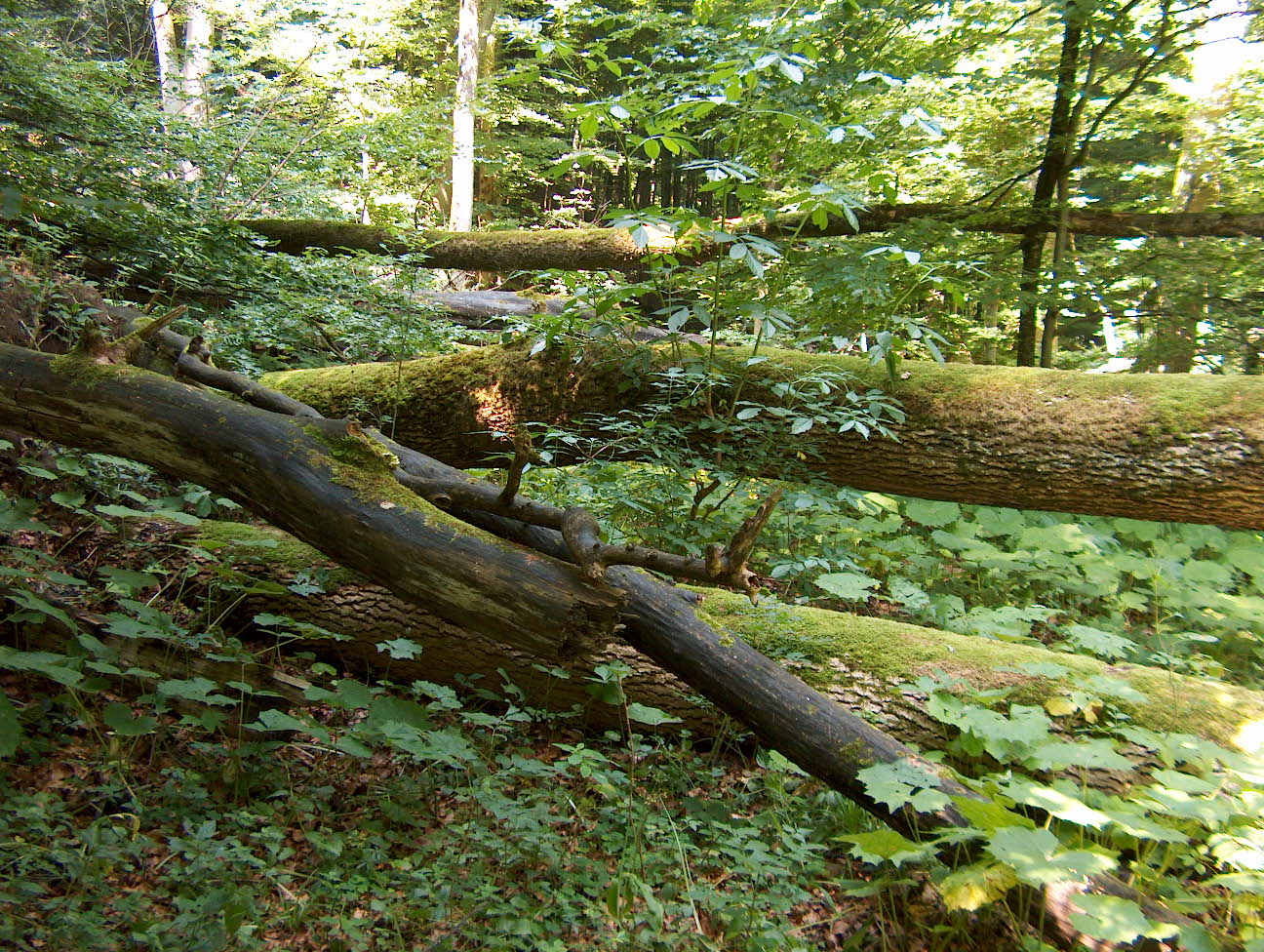
Totholz im Wildnispark Zürich
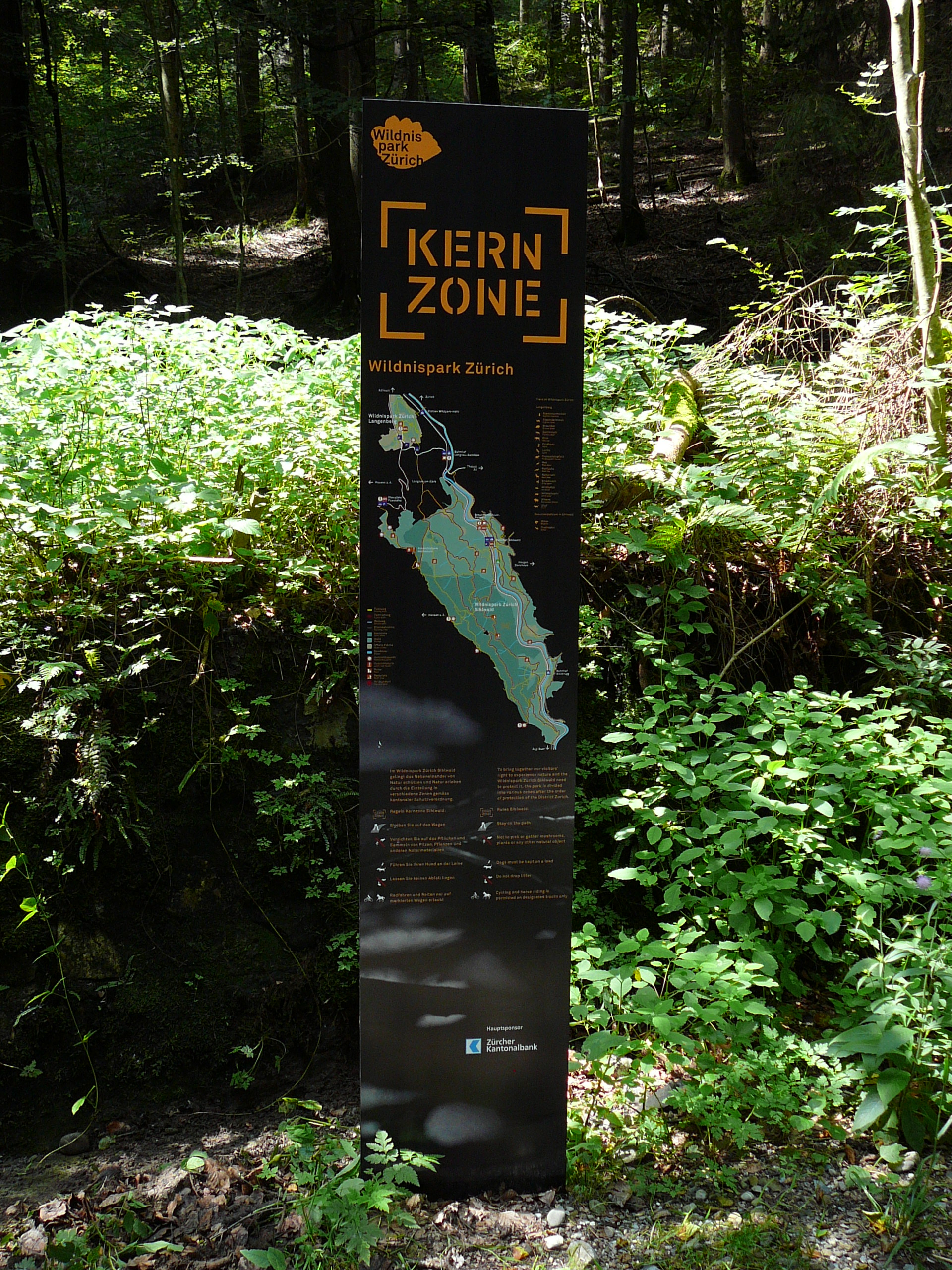
Beschilderung Kernzone
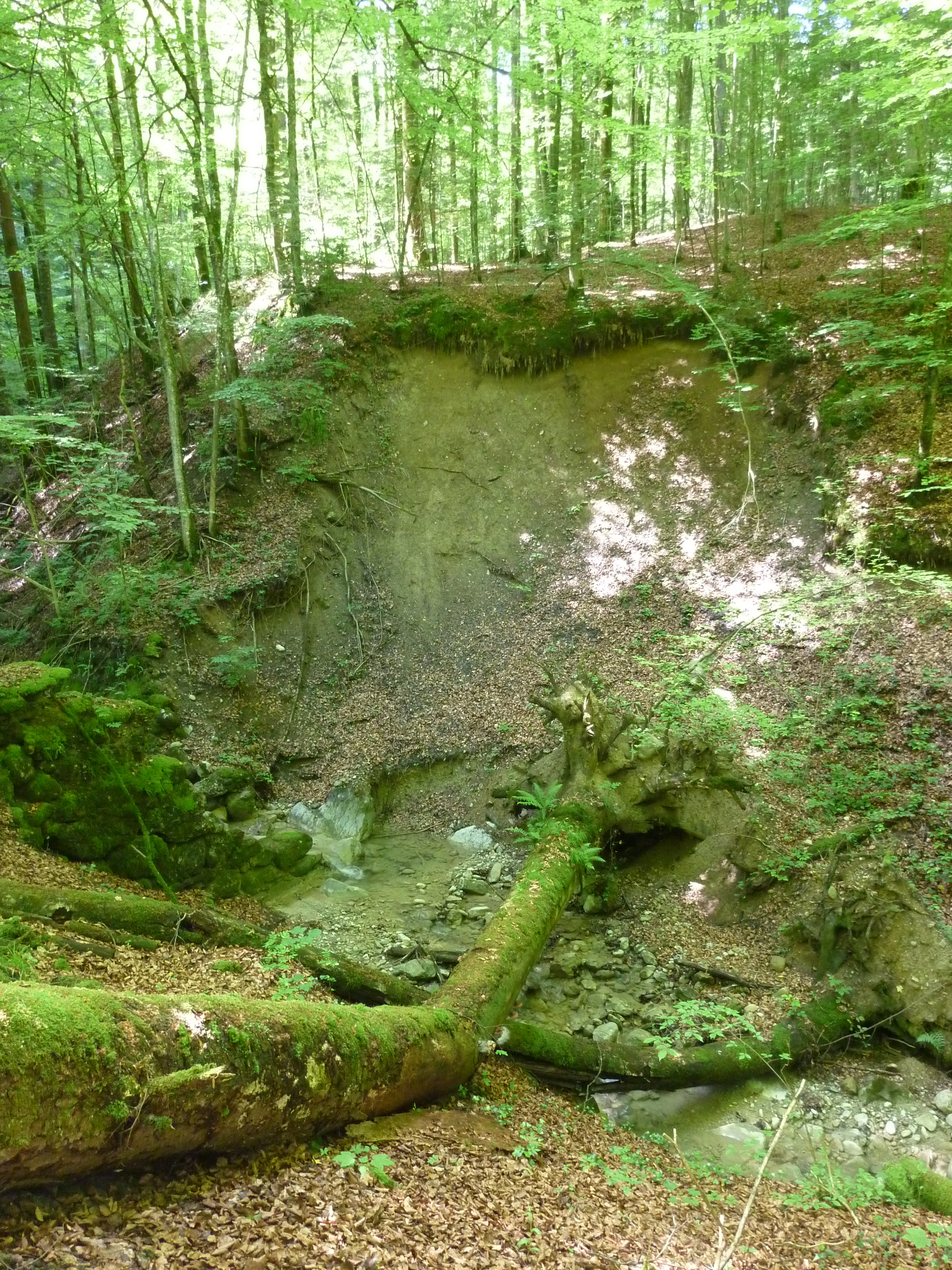
Im Sihlwald
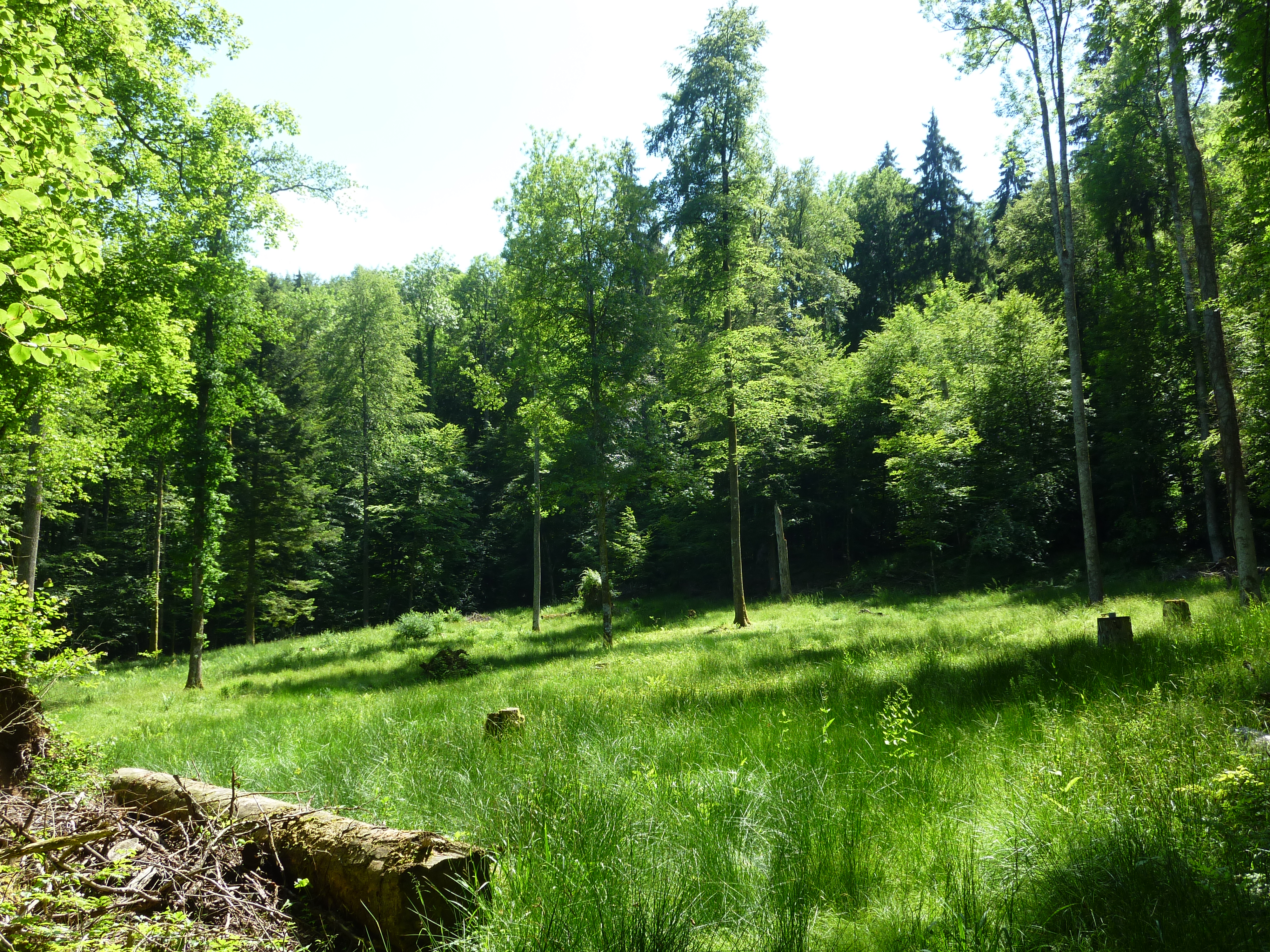
Lichtung
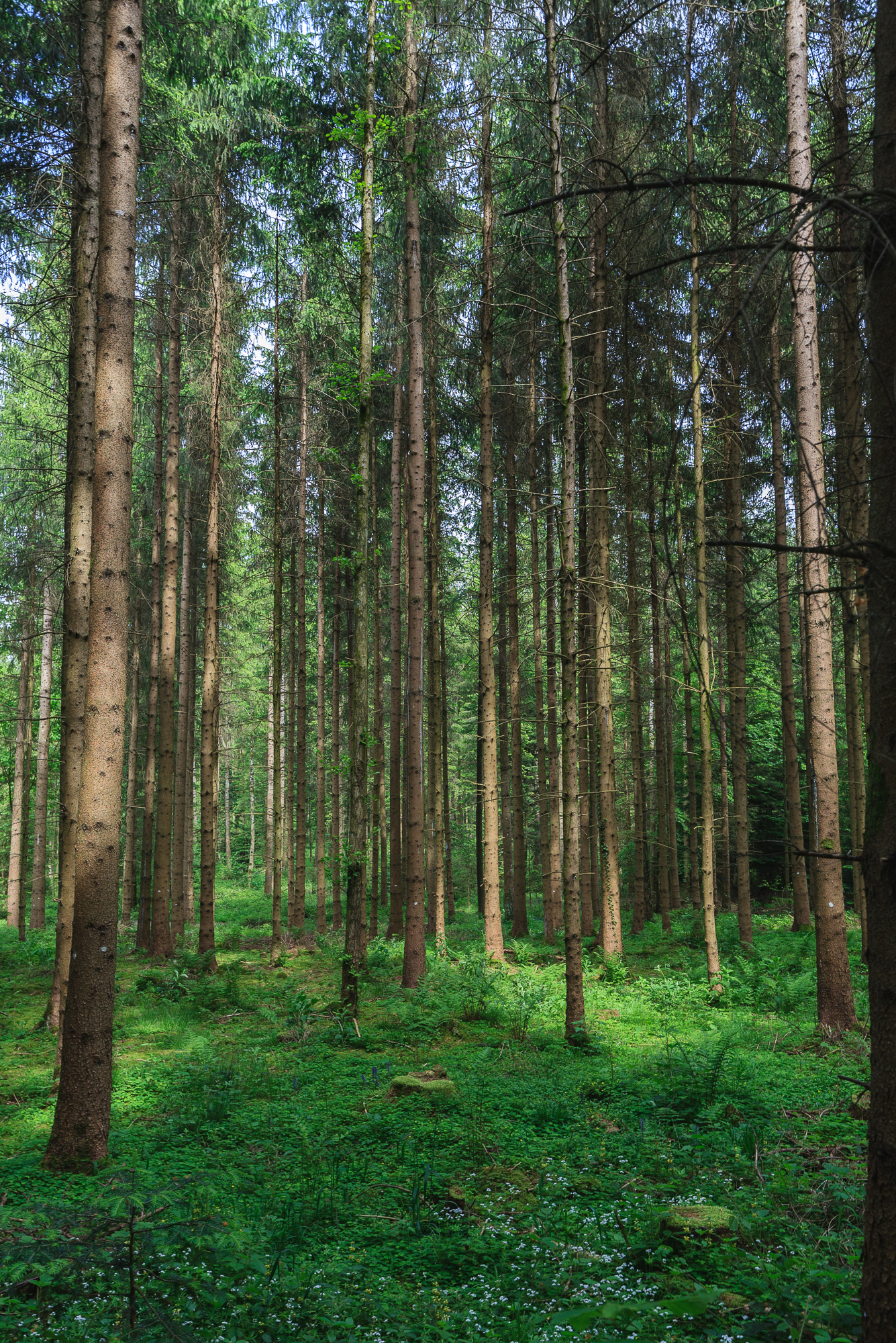
Blick vom Walderlebnispfad